# Haberle Károly
Haberle Károly Konstantin Keresztély (Erfurt, 1764. február 11. – Pest, 1832. június 1.) német–magyar természetkutató, botanikus, bölcselet- és orvosdoktor, egyetemi tanár. Botanikai szakmunkákban nevének rövidítése: „Haberle”.

## Életrajza
Haberle Kristóf polgár és Tettenborn Zsuzsánna Julia fia. Erfurtban, Thüringia fővárosában született, ahol középiskoláit, valamint a bölcseleti és jogi tudományokat 1781-től 1785-ig elvégezte. Sok időt fordított az idegen nyelvek elsajátítására; 1786-ban, amikor az újonnan fölállított Mainzi Egyetemre ment, már franciául, angolul és spanyolul jól beszélt. és két évig hallgatta ott Hartleben Xaver Ferenc és Frank Péter Antal híres jogtudósokat; ugyancsak Mainzban keletkezett gyűjtő hajlama, ami miatt többször adósságba s pénzzavarba keveredett. 1787-ben báró Wambold főkamarás két fiának nevelője lett, akikkel együtt Mainzban a bölcseleti s Freiburgban (Breisgauban) az egyetemen a jogtudományokat újrahallgatta. A szünnapokat öt évig Svájc, Franciaország s a Német-római Birodalom beutazására fordította. 1792. augusztus 24-ig Wartburgban tartózkodott. 
A francia sereg előnyomulása a Rajna felé 1792 végén Breisgau elhagyására kényszerítette, mire Erfurtot választotta tartózkodási helyéül, ahol mint maga följegyezte, a múzsáknak élve öt évet töltött, és leginkább a csillagászattal, az angol és francia nyelvvel foglalkozott. 1793-ban és 1794-ben lényeges részt vett Zellén a Wichmann-féle nevelőintézet szervezésében. 1797 végén Mileczky Sándor ifjú lengyelnek tudományos kiművelését vállalta magára, akivel előbb az erlangeni egyetemre s 1800 tavaszán a freiburgi bányászakadémiára ment, ahol három évig maradtak és Verner, Lampadius és Lampe tanárok alatt az egész képzést elvégezték. Itt ismerte meg Haberle benső hivatását a természettudományok iránt; az ásványtanon, földismereten és bányászaton kívül a füvészettel és rovartannal is foglalkozott; gyűjtött, cserélt, vett és sokat nyert ajándékként; mint hátrahagyott gyűjteményének jegyzékei mutatják, szerzett ásvány- és földtani gyűjteményt is. Nem hagyott föl időjárási észleleteivel sem, amelyeket már Erfurtban megkezdett, és melyek kéziratban egész haláláig följegyezve reánk maradtak, sőt a másoktól följegyzetteket is születése évéig az előbbiekkel összekapcsolta. 
Freiburgban 1801-ben ismerte meg mint tanulótársát báró Podmaniczky Károlyt, a később nagy hírű ásványtudóst és bányászt, aki később Pesten pártfogója s legjobb barátja volt. Amikor növendéke, Mileczky befejezte tanulmányait, elvált tőle, és szülővárosába tért vissza, hogy ott 1803-tól 1805-ig tudományának élhessen. Ezen időben bejárta Lengyelországot, Sziléziát és Csehországot. 1805-ben Erfurtban bölcseletdoktori oklevelet nyert; előzőleg 1802. január 27-én) az erfurti matematika-fizikai akadémiától és 1802. május 3-án a hasznos tudományok mainzi választófejedelmi akadémiájától tisztelték meg oklevéllel. A jénai ütközet szerencsétlen kimenetele miatt október 14-én Weimarban húzta meg magát, ahol 1812-ig maradt, minden idejét a tudományoknak szentelve. Nyolc éves ott-tartózkodása alatt a következő tudományos társulatok választották tagnak: 1808. november 3-án a wetteraui orvos-természettudományi társulat, 1811. június 12-én a thüringiai mezőgazdasági egylet, 1811. június 30-án a Bern kantoni orvossebészi társulat, 1812. július 22-én ugyanaz ásványtani tagnak és 1812. augusztus 30-án az aargaui kantoni természetvizsgáló testület. 
A németországi események újra kényszerítették az év végén, hogy a franciákat kikerülhesse, Weimart elhagyni. Brünnbe utazott, hol Salm Hugo gróf vendégszeretetét élvezte. Minden gyűjteménye Németországban maradt, és csak kevés könyvvel ment Ausztriába. 1813. október 11-én dr. Riesz E. meghívására elhagyta Brünnt és Bécsbe jött, melyet kevés napi mulatás után november 20-án Budával cserélt föl. Csakhamar megtalálta ott régi ismerőseit, barátját Podmaniczky Károlyt, Kitaibel Pált, Hartlebent, Schustert, Reisingert és Sadlert. Mint magántudós három évig maradt Pesten. Kissé szorult helyzetében kényszerült dr. Riesznek budai szőlőcukorfőzésében részt venni, s Hartleben C. A. könyvkereskedő számára idegen nyelvekből fordításokat készíteni, valamint egy genealógiai zsebkönyvet 1816. évre (álnév alatt) kiadni. 1815-ben a Magyar Nemzeti Múzeum természeti osztályának akkori őre munkáján, a magyar kőszénről, dolgozott, s e célból a múzeum épületébe költözött. Ezen munka kéziratát, Tehelnek csakhamar bekövetkezett halála után visszavette. Azonkívül a füvészettel is foglalkozott, szorgalmasan gyűjtött a budapesti és aszódi tájakon. Sok időt fordított a latin nyelv tanulására is. Pasquich tanár és igazgató alatt hallgatta a csillagászatot. Kitaibel nyugalomba helyezése (1816) után 1817. április 23-án az egyetemen a füvészet rendes tanára lett, május 21-én tartotta beiktató beszédét: De progressibus scientiae botanicae tempore recentiore et recentissimo címmel. 1816. február 29-én a morva-sziléziai földmívelő-, természet- és honismeret-tudományi társulattól levelező tagsági s 1821. március 13-án a pesti egyetemtől orvosdoktori oklevelet nyert. Előadásaiban Linné rendszerével szakította, s hazánkban először bevezette De Candolle természetes rendszerét. 1827. január 15-én Bécsben a császári és királyi mezei gazdasági társulat rendes és 1828. január 18-án a regensburgi királyi füvésztársaság levelező tagja lett. 
1832. május 31-ről június 1-jére virradó éjjel lakásán, az egyetemi könyvtár (ferences szerzetesek kolostora mellett) udvarán levő kis házban gyilkos kezek vetettek véget életének. Az orvosi kar olvasótermére hagyta több mint 2000 pengőforintot érő minden füvészkönyvét, élettani munkáit és eszközeit. Szülővárosában, Erfurtban utca viseli a nevét.
A pesti egyetemi füvészkertet, kevéssel Haberle tanárrá történt kinevezése előtt a legcélszerűtlenebb helyre helyezték át, minden árnyék nélkül, közel a kövezetlen országúthoz (a későbbi Nemzeti Színház bérháza s a Műegyetem közötti térre); a füvésztani tanszék külön volt a kert igazgatóságától. Schuster tanár tartotta az előadásokat, Kitaibel tanár gondoskodott a kertről. 1817-ben alig volt 4500 faj a kertben, melyek közül legtöbben a szabadban tenyésztek. Haberle a kertet utódjára 10 000 fajjal hagyta. 1819-től minden évben adott ki egy növénymagsorozatot. Frivaldszky Imre múzeumi segédőr Haberle emlékére egy újonnan fölfedezett balkáni növénynemet Haberlea s a helyről rhodopensisnek neveztek el.
Több könyvismertetést írt külföldi folyóiratokba, ásványtani cikkeket a Gehlen-féle erfurti társaság lapjába és Schweigger Journaljába (1817. Über den echten ungarischen Alaunstein); a weimari Allg. geogr. Ephemeridenbe számos földrajzi s statisztikai cikket írt. Az André Hesperusába (1817. Über vollkommen dichten und vollkommen crystallisirten Olivin in Ungarn, Beschreibung einer neuen Art Braunkohlengattung, Neue Beubachtungen über den ung. Alaunsten); az Orvosi Tárba (1831. Időjárásbeli észrevételek 1831-ben, a budai csillagász intézetbeli vizsgálatokból, 1832. Általános tekintet az 1832. évi időjárási viszontagságokra Pest vidékében, Időjárásbeli észrevételek táblái 1832. jan.-márc., 1833. Időjárási észrevételek táblái az 1833. évre).

## Munkái
1. Meine Gedanken über Erziehung, als Entwurf zu einer musterhaften Erziehungsanstalt. Erfurt, 1796. (Névtelenül).
2. Beobachtungen über die Gestalt der Grund- oder Keimkrystalle ders schörlartigen Berylls und dessen übrige oryktognostische Verhaltnisse. Erfurt, 1805.
3. Beiträge zu einer allgemeinen Einleitung in das Studium der Mineralogie... Weimar, 1805. (Ezen címmel is: Berichtigende Anmerkungen und Zusätze zu A. G. Joh. Karl Batsch's Einleitung zum Studium der allgemeinen Naturgeschichte I. Abth.)
4. Beschreibung einer Sammlung von Crystallmodellen. Weimar, 1805.
5. Charakterisirende Darstellung der gemeinnützigsten, so wie der am öftersten vorkommenden Mineralien... Weimar, 1806.
6. Das Gewächsreich oder charakteristische Beschreibung aller zur Zeit bekannten Gewächse. 1. Abth. Weimar, 1806.
7. Das Mineralreich oder charakterisirende Beschreibung aller zur Zeit bekannten Mineralkörper, als Commentar zu den Bertuch'schen Tafeln der allg. Naturgeschichte. 1. und 2. Abthg. Weimar, 1806-1807. (A kor mostohasága miatt mind a két munka bevégzetlen maradt).
8. Beobachtungen über das Entstehen der Sphaeria lagenaria Pers., so wie des Merulius destruens Pers... Erfurt, 1806.
9. Kleine Witterungsanzeigen für Bürger und Landmann und jede Haushaltung für das Jahr 1810. Weimar, 1810.
10. Meteorologisches Jahrbuch zur Beförderung gründlicher Kenntnisse von allem, was auf Witterung und Lufterscheinungen Einfluss hat. Weimar, 1810-12. Három részben (Meteorologisches Jahrbuch cz. is)
11. Meteorologisches Tagebuch für das Jahr 1810 u. 1811. Weimar. (Az 1811. éf. ezen czímmel is: Meteorolog. Lehrbuch... )
12. Meteorologische Hefte für Beobachtung und Untersuchung zur Begründung der Witterungslehre. Weimar, 1810-1812. Három füzet.
13. Mineralogisch-meteorologische Beobachtungen. Weimar, 1811. (Különnyomat a Meteorol. Hefte 2. füzetéből).
14. Über Witterungsbeurtheilung und Erspähung oder ausführliche Übersicht dessen, was bischer zur wissenschaftlichen Begründung der Metereologie geschahe, und noch dafür zu thun ist. Weimar, 1811.
15. Neues geocentrisches Planetarium als meteorologisches Constellatorium... Mit einem dazu gehörigen Instrumente. Weimar, 1811.
16. Schema zum Eintragen der täglichen metereologischen Beobachtungen. Weimar, 1811.
17. Meteorologische Aphorismen zur Erlernung, wissenschaftlicher Witterungsbeurtheilung... Weimar, 1812.
18. Succincta rei herbariae Hungariae et Transylvaniae historia. Budae, 1830. (Schuster tanár jegyzeteiből szerkesztette; e mű a pesti füvészkert történetét tökéletesen kimeríti).
19. De stipa capillata... (Hivatalos jelentés, mely magyarra s németre is lefordíttatott).

### Kéziratban
De Amarantho dimorpho s De progressibus scientiae botanicae című székfoglaló beszéde, háromszor átdolgozott példányban Sadler tanár birtokába került; a Magyar Nemzeti Múzeum kézirattárában több botanikai munkája, az egyetemi könyvtárban oklevelei vannak.